# برونو ماسوت
برونو ماسوت (آلمانی: Bruno Massot؛ زادهٔ ۲۸ ژانویهٔ ۱۹۸۹) اسکیت‌باز نمایشی اهل آلمان است.